# Lasiochernes villosus
Lasiochernes villosus är en spindeldjursart som beskrevs av Beier 1957. Lasiochernes villosus ingår i släktet Lasiochernes och familjen blindklokrypare. Inga underarter finns listade i Catalogue of Life.